# Virender Lal Chopra
Virender Lal Chopra —en hindi: वीरेंद्र लाल चोपड़ा— (9 de agosto de 1936-18 de abril de 2020) fue un biotecnólogo, genetista, agrónomo indio. 
Ocupó el cargo de director general del Consejo Indio de Investigación Agrícola (ICAR), fue conocido por sus contribuciones al desarrollo de la producción de trigo en la India. Fue canciller de la  Universidad Central de Kerala y canciller de la Universidad Central de Agricultura, Imphal y miembro de la Comisión de Planeamiento de India. Fue miembro electo de varias academias de ciencias como Academia India de Ciencias, Academia Nacional de Ciencias de la India, Academia Nacional de Ciencias Agrícolas, Academia Nacional de Ciencias India, Academia Europea de Ciencias y Artes y Academia Mundial de Ciencias (TWAS) y receptor del Premio Borlaug, Premio del Día Mundial de la Alimentación por la FAO, y Galardón Om Prakash Bhasin. El gobierno de la India le otorgó el tercer honor civil más alto, con la Padma Bhushan, en 1985, por sus contribuciones a la ciencia agronómica.

## Biografía
Virender Lal Chopra nació en Adhwal, una pequeña localidad en la periferia de Rawal Pindi en Punjab Occidental de la India Británica de Harbans Lal y de Sukhwanti; y mudándose a Delhi, donde concurrió a escolarizarse en la Ramjas School, Delhi. En 1955, después de obtener el título de posgrado con honores en ciencias agrícolas del Colegio Central de Agricultura, Delhi; y, seguirlo con una asociación en el Instituto Indio de Investigación Agrícola (IARI) durante 1955 a 1957, fue contratado por el Instituto de Genética, Universidad de Colonia con una beca senior Humboldt.
La carrera de Chopra tomó preeminencia cuando fue nombrado director del Instituto Indio de Investigación Agrícola (IARI) en 1979 que fue su primer puesto importante donde estuvo a cargo de la planificación y gestión de investigaciones en genética y biotecnología. Permaneció en el cargo durante un año antes de dedicarse a los estudios académicos como profesor de genética en la misma institución, cargo que ocupó hasta 1985 cuando se trasladó al Centro Nacional de Investigación en Biotecnología Vegetal como profesor eminente y director del centro. Simultáneamente, se desempeñó como miembro del comité asesor científico del primer ministro de la India desde 1986 hasta 1990. Se mudó a Vietnam en 1990 como asesor técnico principal del Gobierno de Vietnam en una asignación por la Organización de las Naciones Unidas para la Alimentación y la Agricultura (FAO)  que duró quince meses. Fue durante este período, que ayudó al gobierno de Vietnam, en el establecimiento del Instituto de Genética Agrícola (AGI) en Hanói.
En 1992, el Gobierno de la India lo nombró secretario de Estado, con la responsabilidad de director general del Consejo Indio de Investigación Agrícola (ICAR), una agencia apéndice en India para educación e investigación agrícola. Después de su retiro del ICAR en 1994, continuó su asociación con la agencia como su Profesor Nacional B. P. Pal y en 2004, fue nombrado como miembro del consejo científico de la Consultative Group on International Agricultural Research (CGIAR), la mayor entidad de investigación, financiada con fondos públicos, en agronomía del mundo. En CGIAR, se desempeñó como miembro de varios comités y juntas de las organizaciones miembros y como su representante regional para Asia. Durante ese período, también fue miembro de la hoy desaparecida Comisión de Planeamiento de India, encabezado por Montek Singh Ahluwalia.
Falleció el 18 de abril de 2020 a los ochenta y tres años.

## Posiciones y publicaciones
Chopra sirvió como presidente de la Federación Internacional de Genética de 1983 a 1988. Fue miembro fundador del Consejo Ejecutivo de la Academia Nacional de Ciencias Agrícolas; y, sirvió como su presidente, secretario y vicepresidente durante diferentes tenencias y ha sido asociado con la Academia Nacional de Ciencias de la India en varias capacidades.
Fue miembro de diferentes juntas directivas: Fundación de Investigaciones MS Swaminathan, Fundación de Investigaciones de Fertilizantes y Químicos del Estado de Gujarat, Asociación de Investigaciones en Té y Centro para el Avance Sustentable de Agricultura, contando entre organizaciones no gubernamentales y el Instituto Internacional de Investigación del Arroz (IRRI), Instituto Internacional de Investigación de Cultivos para los Trópicos Semiáridos (ICRISAT) y el Centro Internacional de Mejoramiento de Maíz y Trigo (CYMMIT)  Grupo Consultivo para la Investigación Agrícola Internacional (con su acrónimo CGIAR, en inglés) y uno de los vicepresidentes (1989) de la Junta Internacional de Recursos Fitogenéticos, y de Bioversity Internacional.
Fue el canciller titular de la Universidad Central de Kerala, designado para el puesto en 2012.
Chopra fue el autor de diferentes libros y artículos sobre fitomejoramiento y genética, como:
- Mejora vegetal: teoría y práctica,[18]

- Handbook of Industrial Crops,[19]

- Breeding Field Crops (Cultivos de cría a campo)[20]

- Search for New Genes (Buscar nuevos genes) son algunos de sus notables libros, el último coescrito con Benjamin Peary Pal y R. P. Sharma.[21]

- Approaches for Incorporating Drought and Salinity Resistance in Crop Plants (Enfoques para la incorporación de resistencia a la sequía y la salinidad en las plantas de cultivo),[22]

- Technologies for Livelihood Enhancement (Tecnologías para mejorar los medios de vida),[23]

- Genetics: Applied genetics (Genética: genética aplicada),[24]

- Applied Plant Biotechnology (Biotecnología Aplicada a las Plantas) son algunos de sus otros libros.[25]

Ha presentado trabajos en diferentes conferencias científicas y agrícolas, como:
- "Agricultural Biotechnology" ("Biotecnología agrícola") en la 2ª Conferencia de Asia-Pacífico[26]

- Genetics, new frontiers (Genética, nuevas fronteras) en el XV Congreso Internacional de Genética son dos de esos documentos.[27]

## Honores

### Membresías y galardones
En 1983, fue galardonado con: el Premio Borlaug de la Coromandel Fertilisers. El Gobierno de India lo incluyó en el Día de Honores de la República con el listado de galardones civiles al Padma Bhushan en 1985 y, en 1986, seleccionado para el Galardón de la Federación de la Cámara de Comercio e Industria de la India. Al año siguiente, recibió dos premios: el Galardón Om Prakash Bhasin, y la Medalla de Honor Summus de la Watumull Foundation, EE. UU. Fue honrado por las Universidad de Agricultura y Tecnología Chandra Shekhar Azad y Universidad Hindú Banaras con el grado de Doctor en ciencia DSc - honoris causa, ambos honores alcanzados en 1988. 
La Academia Nacional de Ciencias de la India (INSA) lo galardonó con su Medalla de Plata Conmemorativa de Jubileo en 1991; e, INSA lo premiaría nuevamente con la Medalla Aryabhatta, en 2002.
Recibió, en 1993, el Premio del Día Mundial de la Alimentación de la Organización de las Naciones Unidas para la Agricultura y la Alimentación, el Premio Centenario del Natalicio Birbal Sahni de la Asociación de Congresos de la Ciencia de India en 1997; y, la Academia Nacional de Ciencias Agrícolas (NAAS) lo galardonó con el Premio Dr. Benjamin P. Pal en 2002.
Fue miembro electo de varias academias de ciencias, en India y en el extranjero. En 1982, la Academia India de Ciencias (IAS) fue la primera en elegirlo, seguido por la Academia Nacional de Ciencias de la India (INSA) en 1984. La Academia Nacional de Ciencias, India (NASI) lo inscribió como un miembro elegido en 1988, con la Academia Mundial de Ciencias (TWAS) que lo eligió en 1989 and the Academia Nacional de Ciencias Agrícolas en 1990. Además, Universidad de Agricultura y Tecnología Chandra Shekhar Azad y Universidad Hindú Banaras; y, otras cuatro universidades lo han honrado con doctorados honorarios. Fue uno de los científicos indios destacados, en la "Lista de Científicos modelos" en la "Curva de referencia para científicos del modelo de rol indio", un estudio científico publicado en 2001 sobre los científicos y su trabajo.

## Publicaciones
- V. L. Chopra; B. C. Joshi; R. P. Sharma, H. C. Bansal (1984). Genetics: Applied genetics (en inglés). Oxford & IBH Publishing.

- V. L. Chopra (1984). Genetics, new frontiers: proceedings of the XV International Congress of Genetics (en inglés). International Congress of Genetics. ISBN 978-0-89059-037-9.

- V. L. Chopra; Rajendra Singh Paroda (1986). Approaches for Incorporating Drought and Salinity Resistance in Crop Plants (en inglés). Oxford & IBH Publishing Company. ISBN 978-81-204-0151-8.

- V. L. Chopra (1989). Plant Breeding: Theory and Practice (en inglés). Oxford & IBH Publishing Company. ISBN 978-81-204-0388-8.

- V. L. Chopra; R. P. Sharma; Monkombu Sambasivan Swaminathan (1996). Agricultural Biotechnology: 2nd Asia Pacific Conference (en inglés). Science Publishers. ISBN 978-1-886106-78-9.

- V. L. Chopra; Vedpal S. Malik; S. R. Bhat (1999). Applied Plant Biotechnology (en inglés). Science Publishers. ISBN 978-1-57808-033-5.

- V. L. Chopra (2001). Breeding Field Crops (en inglés). Oxford Ibh. ISBN 978-81-204-1435-8.

- V. Chopra; K. Peter (12 de julio de 2005). Handbook of Industrial Crops (en inglés). Taylor & Francis. ISBN 978-1-56022-283-5.

- Benjamin Peary Pal; V. L. Chopra; R. P. Sharma (2007). Search for New Genes (en inglés). Academic Foundation. ISBN 978-81-7188-632-6.

- V. L. Chopra (15 de enero de 2015). Technologies for Livelihood Enhancement (en inglés). New India Publishing Agency. ISBN 978-93-83305-81-0.